# Alex Jones (animatrice)
Pour les articles homonymes, voir Alex Jones (homonymie) et Jones.
Charlotte Alexandra "Alex" Jones, née le 18 mars 1977 est une animatrice de télévision galloise, connue notamment pour sa co-présentation de l'émission The One Show sur BBC One avec Matt Baker.

## Vie privée
Le 31 décembre 2015, elle épouse, à Cardiff, Charlie Thomson, un courtier en assurances originaire de Nouvelle-Zélande. Elle donne naissance à son premier enfant, un garçon, le 22 janvier 2017 et l'annonce en direct par téléphone lors de The One Show quatre jours plus tard.

## Filmographie
| Année     | Titre                              | Rôle                  | Chaîne  | Notes            |
| --------- | ---------------------------------- | --------------------- | ------- | ---------------- |
| 2010—     | The One Show                       | Co-animatrice         | BBC One | Avec Matt Baker  |
| 2011–2013 | Let's Dance for Comic/Sport Relief | Co-animatrice         | BBC One | Avec Steve Jones |
| 2011      | Strictly Come Dancing              | Participante          | BBC One |                  |
| 2014      | The Sport Relief Games Show        | Co-animatrice         | BBC One | Avec Matt Baker  |
| 2014      | Live at Edinburgh Castle           | Animatrice            | BBC One |                  |
| 2014      | Tumble                             | Animatrice            | BBC One |                  |
| 2015—     | Close Calls: On Camera             | Animatrice/narratrice | BBC One |                  |
| 2016—     | Shop Well For Less                 | Co-animatrice         | BBC One |                  |

### Invitations dans d'autres émissions
- Alan Carr: Chatty Man (8 août 2010)
- Epic Win (10 septembre 2011)
- Pointless Celebrities (2011) : participante
- Loose Women (3 novembre 2011, 4 mars 2014)
- Would I Lie to You? (13 avril 2012)
- Let's Do Lunch with Gino & Mel (10 juillet 2012)
- 12 Again (2012) : Contributrice
- Room 101 (8 février 2013)
- 8 Out of 10 Cats (22 février 2013, 1er novembre 2013, 7 avril 2014)
- What's Cooking? (11 avril 2013)
- The Apprentice: You're Fired! (2013)
- That Puppet Game Show (24 August 2013) : participante
- I Love My Country (31 août 2013)
- The Sarah Millican Television Programme (29 octobre 2013)
- The Chase: Celebrity Special (2 novembre 2013) : participante
- The Michael McIntyre Chat Show (14 April 2014)
- W1A (23 avril 2015) : caméo
- The Box (23 juin 2015)
- Would I Lie to You? (14 août 2015)
- Duck Quacks Don't Echo (7 septembre 2015)